# Onthophagus semiviridis
Onthophagus semiviridis là một loài bọ cánh cứng trong họ Bọ hung (Scarabaeidae).